# Feed the Machine
Albums de Nickelback
No Fixed Address
(2014) Get Rollin'
(2022)
Singles
1. Feed the Machine
Sortie : 1er février 2017
2. Song on Fire
Sortie : 28 avril 2017
3. Must Be Nice
Sortie : 1er juin 2017

Feed the Machine est le neuvième album studio du groupe canadien de rock Nickelback publié le 18 juin 2017 sur le label BMG.

## Liste des chansons
Les onze pistes de cet album sont :
| No  | Titre                               | Auteur                                                             | Durée |
| --- | ----------------------------------- | ------------------------------------------------------------------ | ----- |
| 1.  | Feed the Machine                    | Chad Kroeger, Ryan Peake, Mike Kroeger, Daniel Adair               | 5:02  |
| 2.  | Coin for the Ferryman               | Chad Kroeger                                                       | 4:50  |
| 3.  | Song on Fire                        | Chad Kroeger, Ryan Peake, Hayley Warner, Steph Jones, Ryan Spraker | 3:50  |
| 4.  | Must Be Nice                        | Chad Kroeger                                                       | 3:42  |
| 5.  | After the Rain                      | Chad Kroeger, Ali Tamposi                                          | 3:34  |
| 6.  | For the River                       | Chad Kroeger                                                       | 3:28  |
| 7.  | Home                                | Chad Kroeger                                                       | 3:52  |
| 8.  | The Betrayal (Act III)              | Chad Kroeger, Ryan Peake, Daniel Adair                             | 4:20  |
| 9.  | Silent Majority                     | Chad Kroeger, Ryan Peake                                           | 3:52  |
| 10. | Every Time We're Together           | Chad Kroeger, Joe Nichols                                          | 3:53  |
| 11. | The Betrayal (Act I) (instrumental) | Ryan Peake                                                         | 2:42  |